# Oxford (Connecticut)
Oxford es un pueblo ubicado en el condado de New Haven en el estado estadounidense de Connecticut. En el año 2010 tenía una población de 12,272 habitantes y una densidad poblacional de 137 personas por km².

## Geografía
Ashford se encuentra ubicado en las coordenadas 41°25′48″N 73°08′05″O / 41.43000, -73.13472.

## Demografía
Según la Oficina del Censo en 2007 los ingresos medios por hogar en la localidad eran de $103,107.